# Institute for Historical Review
Institute for Historical Review (IHR) – założona w 1978 w Kalifornii, organizacja propagująca negacjonizm. IHR jest jednym z wiodących ośrodków negacjonistycznych na świecie. Po zlikwidowaniu w 2002 wydawanego przez organizację pisma Journal of Historical Review IHR publikuje swoje materiały w internecie.
1978 IHR ogłosił 50.000 USD nagrody dla każdego, kto jest w stanie udowodnić fakt istnienia nazistowskich komór gazowych i zagłady Żydów. Pozwany w 1980 przez Mela Melmersteina, IHR przegrał z nim w 1985 głośny proces i został zmuszony do wypłacenia mu nagrody.
W roku 1984 wybuch zniszczył budynek Instytutu oraz jej księgozbiór.
Z Institute for Historical Review współpracowali m.in. David Irving, Robert Faurisson, Ernst Zündel, Fred Leuchter, Arthur Butz, i Ahmed Rami.